# Àssad ibn Hàixim
Àssad ibn Hàixim (àrab: أسد بن هاشم, Asad ibn Hāxim) fou el fill d'Hàixim ibn Abd-Manaf, besavi de Mahoma, el pare de Fàtima bint Àssad, mare del quart califa de l'islam Alí ibn Abi-Tàlib i sogra de Fàtima az-Zahrà, la filla menor del profeta Muhàmmad, i, per tant, l'avi matern d'Alí ibn Abi-Tàlib.